# Єтбарак
Єтбарак — імператор (негус) Ефіопії з династії Загве. Був сином негуса Гебре Мескеля Лалібели.

## Правління
Легенда свідчить, що він зайняв трон після того, як його батько передав корону всупереч традиції своєму племіннику На'акуето Ла'абу. Був убитий прибічниками Єкуно Амлака, який захопив трон після смерті негуса.